# Keblice
Keblice är en ort i Tjeckien.   Den ligger i regionen Ústí nad Labem, i den nordvästra delen av landet, 50 km nordväst om huvudstaden Prag. Keblice ligger 152 meter över havet och antalet invånare är 329.
Terrängen runt Keblice är platt åt sydost, men åt nordväst är den kuperad. Runt Keblice är det ganska tätbefolkat, med 67 invånare per kvadratkilometer. Närmaste större samhälle är Litoměřice, 6,3 km norr om Keblice. Trakten runt Keblice består till största delen av jordbruksmark.